# Carnival Corporation & plc
Carnival Corporation & plc er en britisk-amerikansk cruiseoperator med i alt 100 skibe fordelt på 10 cruiseselskaber. Det er en dobbelt-noteret virksomhed. Det vil sige at Carnival udgør to selskaber med en samlet identitet: Carnival Corporation der er registreret i Panama og med hovedkontor i Doral i USA og Carnival plc der er registreret i Storbritannien og har hovedkontor i Southampton. Carnival Corporation er børsnoteret på New York Stock Exchange, mens Carnival plc er børsnoteret på London Stock Exchange.

## Datterselskaber
- P&O Cruises – Southampton, UK
- Cunard Line – Southampton, UK
- Carnival Cruise Line – Miami, USA
- Holland America Line – Seattle, USA
- Princess Cruises – Santa Clarita, USA
- Seabourn Cruise Line – Seattle, USA
- P&O Cruises Australia – Sydney, Australien
- CSSC Carnival Cruise Shipping – Hong Kong, Kina
- Costa Cruises – Genova, Italien
- AIDA Cruises – Rostock, Tyskland